# Mały Krywań (Tatry)
Mały Krywań (słow. Malý Kriváň, niem. Kleine Krivan, węg. Kis Kriván) – niewybitna kulminacja o wysokości 2334,5 m w południowym grzbiecie Krywania (Pawłowym Grzbiecie), oddzielona od głównego wierzchołka trójsiodłową Krywańską Przełączką (Daxnerovo sedlo).
Od wierzchołka Małego Krywania odchodzi w kierunku wschodnim niewielka grzęda schodząca do Wielkiego Żlebu Krywańskiego (Veľký žľab), natomiast dolna część Pawłowego Grzbietu nosi nazwę Nad Pawłową (Nad Pavlovou).
Przez zbocze Małego Krywania prowadzi znakowany kolorem niebieskim szlak turystyczny od Jamskiego Stawu, leżącego na tarasie Jam w dolnej części Doliny Ważeckiej. Droga jest poprowadzona Pawłowym Grzbietem i przez Krywańską Przełączkę na Krywań. Tylko z grani Małego Krywania turyści mogą zobaczyć w całości Zielony Staw Ważecki. Do niedostępnej dla turystów Doliny Ważeckiej Mały Krywań opada stromymi urwiskami.
Drogi na Mały Krywań znane były od dawna i używane jeszcze w okresie, gdy na zboczach Krywania istniały kopalnie złota i antymonitu, tzw. Krywańskie Banie.

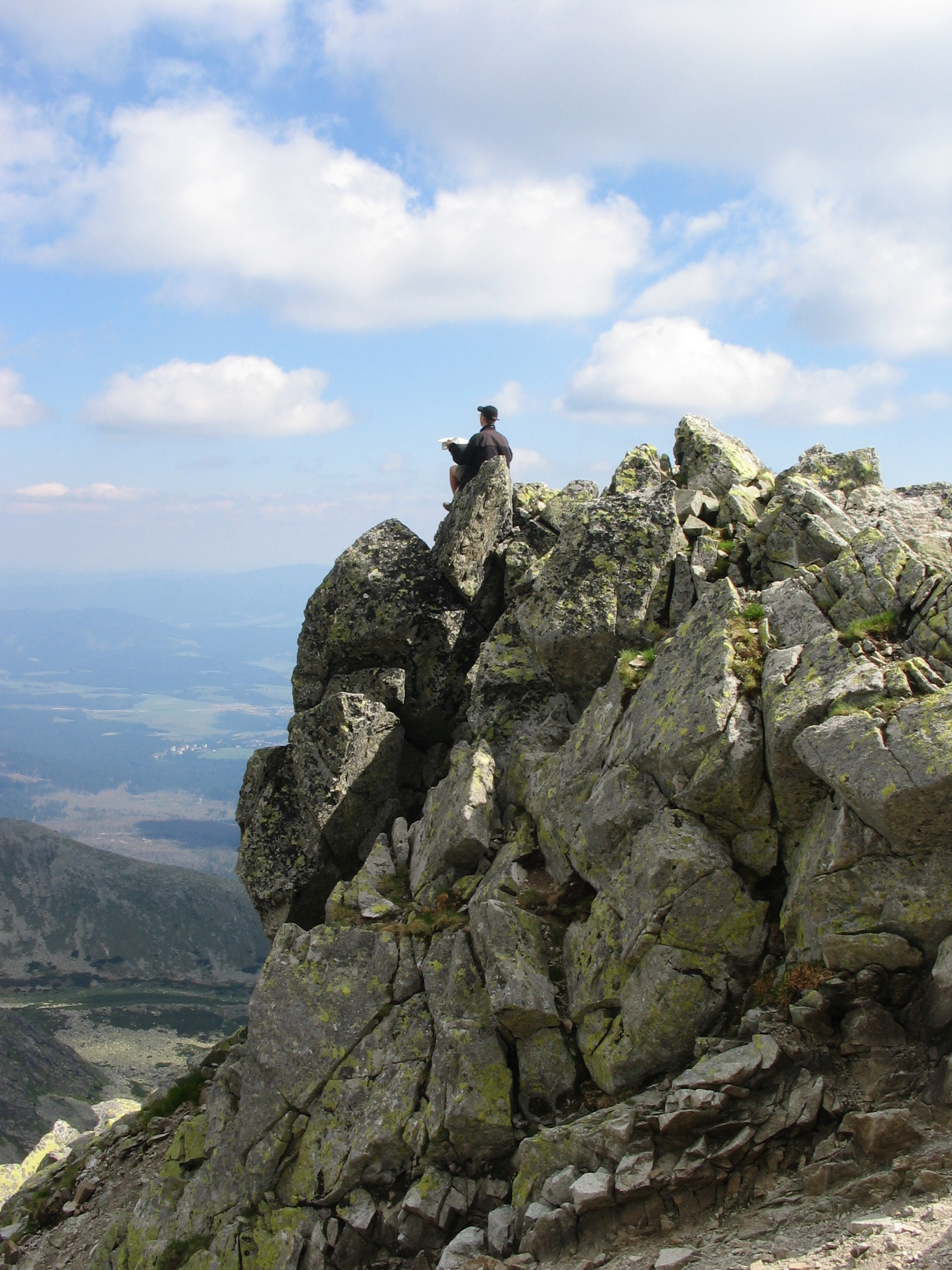
Na szczycie Małego Krywania

## Szlaki turystyczne
niebieski szlak od rozdroża przy Jamskim Stawie przez Pawłowy Grzbiet i rozdroże pod Krywaniem na Krywań. Czas przejścia  3:45 h, ↓ 2:50 h